# Parafia św. Stanisława Biskupa w Szczercu
Parafia św. Stanisława Biskupa w Szczercu − parafia rzymskokatolicka znajdująca się w archidiecezji lwowskiej w dekanacie Gródek.

## Historia
W latach 90. XIV wieku z fundacji królewskiej zbudowano w Szczercu pierwszy kościół. W 1397 roku została erygowana parafia. Na początku XV wieku został zbudowany kolejny kościół. W latach 90. XV wieku właściciel Szczerca kościół zniszczył, a na jego miejscu zbudował prywatną kaplicę. W 1526 roku kaplica została zniszczona przez Tatarów. 
W 1556 roku kościół został odbudowany i reaktywowano parafię. W latach 1610 i 1648 kościół był niszczony przez pożary. W XVIII wieku kościół odremontowano i rozbudowano. W 1834 roku kościół został zniszczony przez kolejny pożar, po którym odnawianie trwało długi czas. W 1912 roku kościół odrestaurowano według projektu   V. Brettera. W 1923 roku kościół został konsekrowany. Wczasach Związku Radzieckiego kościół był czynny cały czas.
Proboszczowie parafii:
ks. Wawrzyniec Zaręba.
?–1928. ks. Jan Bladowski.
1928–1929. ks. Władysław Krzystyniak (administrator).
1929–1953. ks. Henryk Zawada.
1955–1970. ks. Ludwik Seweryn SJ.
1972–1990. ks. Augustyn Medwis.

## Zasięg parafii
Do parafii należą miejscowości: Szczerzec, Humieniec, Dmytrze, Dubianka, Konopnica, Łany, Joppe, Malinówka, Mostki, Obroszyn, Einsiedel, Podhajce, Polanka, Przyszlaki, Serdyca, Sokołówka, Sroki, Stawczany, Nikonkowice, Szufrawanka, Jastrzębówka